# TV3 (Malaysia)
TV3 è una rete televisiva malaysiana, proprietà di Media Prima Berhad.